# Área urbana de Copenhague

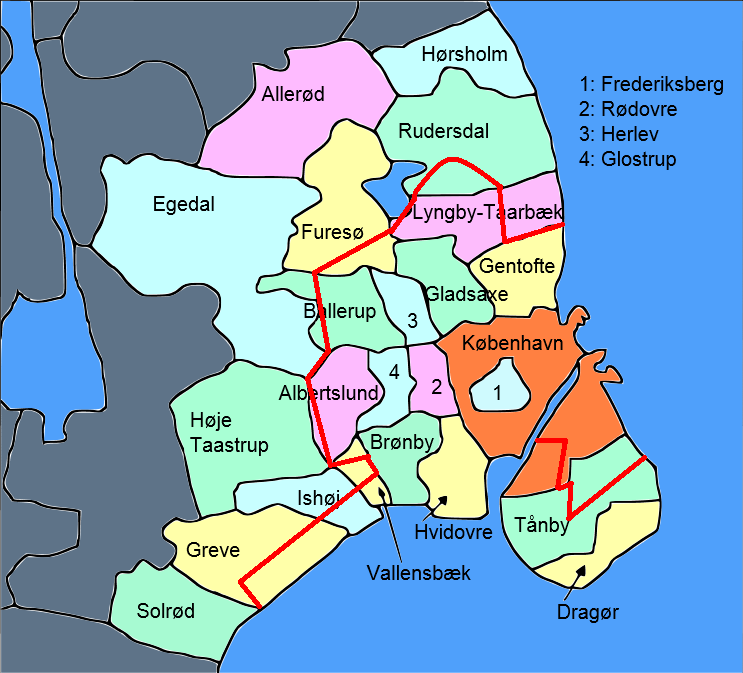
Zona urbana de Copenhague delimitada con una línea roja.

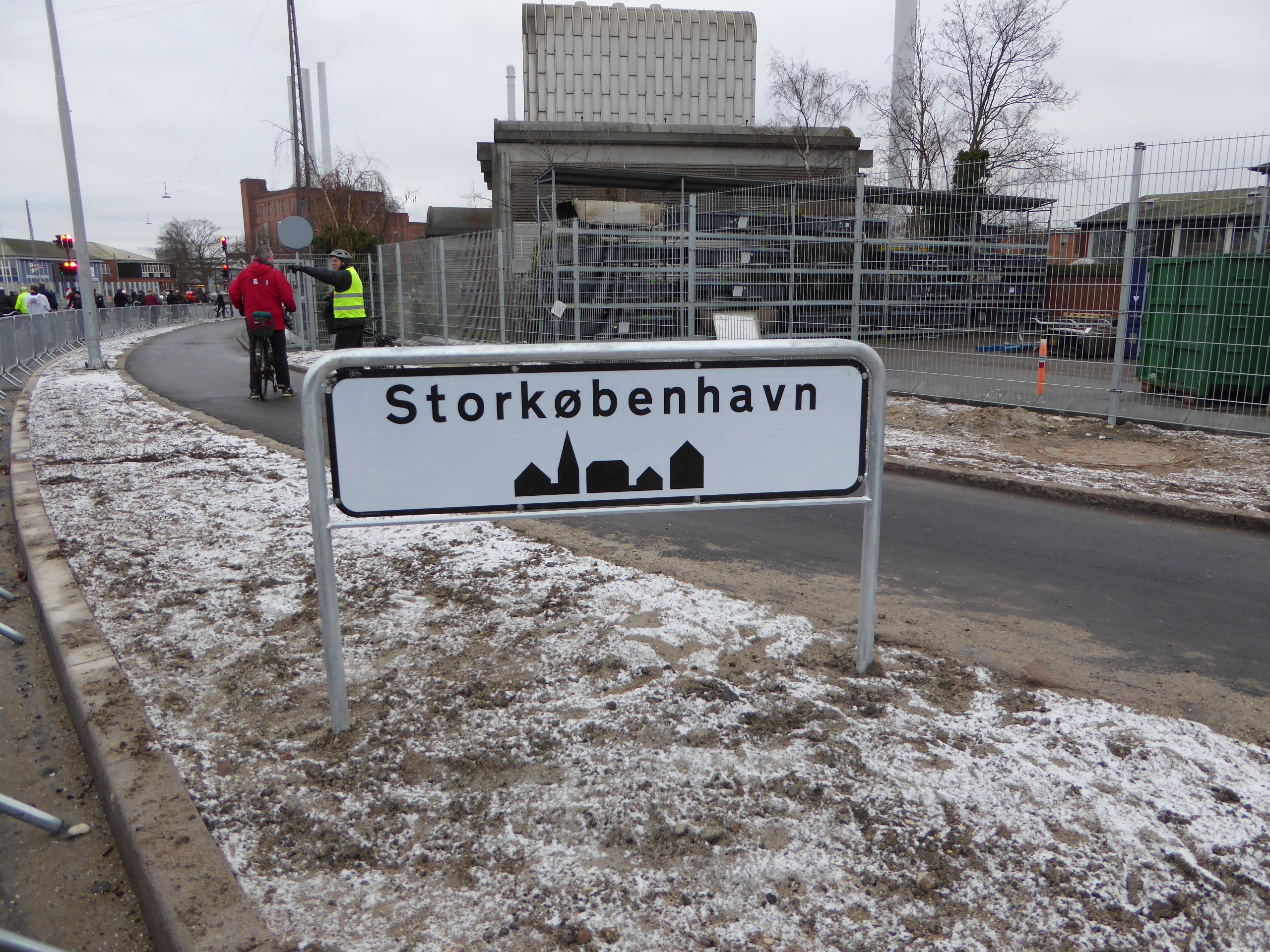
Apertura de la autopista Nordhavnsvej en Copenhague. Señal de límite de ciudad en el Gran Copenhague.

El Área urbana de Copenhague o Área urbana de la capital (en danés, Københavns byområde o Hovedstadsområdet) es una zona geográfica que engloba la capital danesa, Copenhague, y los alrededores que forman un continuo urbano con esta. El término está definido por el Departamento de Estadística de Dinamarca como una entidad de población funcional. El 1 de enero de 2011 cuenta con una población de 1 199 224 habitantes.
De acuerdo a la definición del 1 de enero de 2009 del Departamento de Estadística de Dinamarca, el área urbana de Copenhague comprende los siguientes municipios:
- Copenhague, 66,4 km². Se exceptúa el área deshabitada de Vestamager.
- Frederiksberg, 8,1 km²
- Albertslund, 23,2 km²
- Brøndby, 24,5 km²
- Gentofte, 25,6 km²
- Gladsaxe, 24,9 km²
- Glostrup, 13,3 km²
- Herlev, 12,1 km²
- Hvidovre, 23,0 km²
- Lyngby-Taarbæk, 38,8 km²
- Rødovre, 12,1 km²
- Tårnby, 25-30 km². Se exceptúan Saltholm, Peberholm y el área deshabitada de Vestamager.
- Vallensbæk, 9,5 km²

También incluye parte de otros municipios:
- Ishøj (18 898 habitantes de 20 756)
- Greve – (40 626 habitantes de 47 672)
- Ballerup – (38 729 habitantes de 47 398)
- Rudersdal – (18 967 habitantes de 53 915)
- Furesø – (3640 habitantes de 37 864)

El área urbana se encuentra principalmente dentro de la región Capital, a excepción del municipio de Greve, que pertenece a la región de Selandia.
Debido a que algunos municipios tienen localidades y zonas que no se incluyen dentro del área urbana de Copenhague, no hay datos sobre la extensión exacta de la misma. El total de los municipios comprenden un área de 606,5 km² y la densidad de población es de 1977,3 habitantes por kilómetro cuadrado en 2011.
Hasta 1998 el Departamento de Estadística incluía varios municipios más dentro del área de la capital, y siempre todo el territorio municipal. A partir de 1999 cambió su definición únicamente al área urbana.